# Waduk Sempor
Waduk Sempor (engelska: Sempor Reservoir) är en reservoar i Indonesien.   Den ligger i provinsen Jawa Tengah, i den västra delen av landet, 300 km sydost om huvudstaden Jakarta. Waduk Sempor ligger 78 meter över havet. Arean är 2,2 kvadratkilometer. Trakten runt Waduk Sempor består till största delen av jordbruksmark. Den sträcker sig 3,0 kilometer i nord-sydlig riktning, och 3,6 kilometer i öst-västlig riktning.